# Üzleti folyamat
Az üzleti folyamat, üzleti módszer vagy üzleti funkció egymással összefüggő, strukturált tevékenységekből vagy feladatokból áll, amelyet emberek vagy berendezések végeznek, és amelynek során egy meghatározott sorrendben egy adott ügyfél vagy ügyfelek számára egy szolgáltatást vagy terméket állítanak elő (amely egy adott üzleti célt szolgál). Az üzleti folyamatok minden szervezeti szinten előfordulnak, és az ügyfelek számára láthatóak vagy nem láthatóak. Egy üzleti folyamat gyakran úgy ábrázolható (modellezhető), mint egy folyamatábravagy folyamatmátrixként, amely a folyamat adatain alapuló relevanciaszabályokkal ellátott tevékenységsorozatot ábrázolja. Az üzleti folyamatok használatának előnyei közé tartozik a jobb ügyfél-elégedettség és a gyors piaci változásokra való reagálás nagyobb rugalmassága. A folyamatorientált szervezetek lebontják a strukturális részlegek korlátait, és igyekeznek elkerülni a funkcionális silókat.

## Áttekintés
Egy üzleti folyamat egy küldetési céllal (külső esemény) kezdődik, és az üzleti cél elérésével, azaz az ügyfél számára értéket képviselő eredmény biztosításával végződik. Ezen túlmenően egy folyamat részfolyamatokra (folyamatdekompozíció), a folyamat egyes belső funkcióira bontható. Az üzleti folyamatoknak lehet  folyamatgazdája is, aki felelős azért, hogy a folyamat az elejétől a végéig zökkenőmentesen működjön.
Von Rosing és társai szerint az üzleti folyamatok nagyjából három típusba sorolhatók:
1. A működési folyamatok, amelyek az alaptevékenységet alkotják és létrehozzák az elsődleges értékáramot, pl. megrendelések felvétele az ügyfelektől, számlanyitás és alkatrészgyártás.
2. Irányítási folyamatok, a mükődési folyamatokat felügyelő folyamatok, beleértve a vállalatirányítást, a költségvetési felügyeletet és az alkalmazottak felügyeletét.
3. Támogató folyamatok, amelyek támogatják az alapvető működési folyamatokat, pl. könyvelés, toborzás, call center, technikai támogatás és biztonsági képzés

A folyamatok osztályozásának más meghatározásai is léteznek, amelyek a következők
1. Stratégiai folyamatok, amelyek vezetői vagy  irányító folyamatok. A menedzsmentnek mindegyikben fontos szerepe van. Az ilyen típusú folyamatok a stratégiai tervezéshez, partnerségekhez stb. kapcsolódnak..
2. Az operatív folyamatok, amelyek üzleti folyamatok, produktív vagy "missziós" jellegűek. Ezek a folyamatok az ügyfeleknek szállítandó terméket vagy szolgáltatást állítanak elő. Ezek az egyes szervezetekre egyedinek vagy specifikusnak tekinthetők.
3. Támogató folyamatok, amelyek kisegítő jellegűek, az operatív és stratégiai folyamatok támogatására szolgálnak. Ezek felelősek az erőforrások biztosításáért, és a legtöbb szervezetben megjelennek.

Egy sok folyamatból álló vállalkozás különböző alfolyamatokra bontható, amelyek mindegyike sajátos szempontokkal rendelkezik, de ugyanúgy hozzájárul az üzleti célok eléréséhez is. Az üzleti felülvizsgálat elemzi a folyamatokat, ami általában magában foglalja a folyamatok és alfolyamatok leképezését vagy modellezését a különböző szintű tevékenységek csoportjáig. A folyamatok számos módszerrel és technikával modellezhetők. Az üzleti folyamatok modellezésének jelölése (Business Process Modeling Notation) például egy olyan üzleti folyamatmodellezési technika, amely az üzleti folyamatok vizualizált formában történő megrajzolására használható munkafolyamatban. A folyamatok folyamatosztályozásra történő felbontása során a kategóriák hasznosak lehetnek, de óvatosan kell eljárni, mivel lehetnek átfedések. Végső soron minden folyamat egy nagyjából egységes, ügyfélközpontú eredmény, az "ügyfél-értékteremtés" része. Ezt a célt gyorsítja az üzleti folyamatmenedzsment, amelynek célja az üzleti folyamatok elemzése, javítása és életbe léptetése.

## Történelem

### Adam Smith
A folyamatok fontos korai (1776-os) leírása Adam Smith közgazdász híres példája volt a tűgyárról. Diderot Nagy Enciklopédiában megjelent cikke inspirációja Smith a következőképpen írta le egy tű előállítását:<

„
Az egyik ember kihúzza a drótot; egy másik kiegyenesíti; egy harmadik levágja; egy negyedik kihegyezi; egy ötödik megmunkálja tetején, hogy a fejet befogadja; a fej elkészítését két vagy három különböző műveletet igényel; a fej felhelyezése egy sajátos művelet; a tűk fehérítése egy másik... és a tűk készítésének fontos művelete ily módon körülbelül tizennyolc különböző műveletre oszlik, amelyeket egyes manufaktúrákban mind különböző kezek végeznek, bár máshol ugyanaz az ember néha kettőt vagy hármat is elvégez közülük.
”

Smith ismerte fel először azt is, hogy a termelés hogyan növelhető a munkamegosztás segítségével. Korábban, egy olyan társadalomban, ahol a termelésben a kézműves termékeknél egy ember végezte el a termelési folyamat során szükséges összes tevékenységet, míg Smith leírta, hogy a munkát egyszerű feladatokra osztották fel, amelyeket szakosodott munkások végeztek. A munkamegosztás eredménye Smith példájában azt eredményezte, hogy a termelékenység 24 000 százalékkal nőtt (sic), azaz ugyanannyi munkás 240-szer annyi tűt készített, mint amennyit a munkamegosztás bevezetése előtt.
Smith nem támogatta a bármi áron vagy önmagában történő munkamegosztást. A feladatmegosztás megfelelő szintjét a termelési folyamat kísérleti tervezésével határozta meg. Szemben Smith nézetével, amely ugyanarra a funkcionális területre korlátozódott, és olyan tevékenységeket foglalt magában, amelyek a gyártási folyamatban közvetlen egymásutánban vannak, a mai folyamatfelfogás fontos jellemzőként tartalmazza a keresztfunkcionalitást. Az ő elképzeléseit követve a munkamegosztást széles körben elfogadták, míg a feladatok funkcionális vagy keresztfunkcionális folyamatba való integrálását csak jóval később tekintették alternatív lehetőségnek.

### Frederick Winslow Taylor
Frederick Winslow Taylor amerikai mérnök nagyban befolyásolta és javította az ipari folyamatok minőségét a huszadik század elején. Az ő A Tudományos Vezetés Alapelvei című munkája a folyamatok szabványosítására, a szisztematikus képzésre, valamint a vezetés és az alkalmazottak szerepének egyértelmű meghatározására összpontosított. Módszereit széles körben átvették az Egyesült Államokban, Oroszországban és Európa egyes részein,  és a módszerek olyan további fejlesztésekhez vezettek, mint az "idő- és mozgástanulmány" és a vizuális feladatoptimalizálási technikák, mint például a Gantt-diagramok.

### Peter Drucker
A huszadik század második felében a menedzsment guru  Peter Druckermunkájának nagy részét a folyamatok egyszerűsítésére és decentralizálására összpontosította, ami a kiszervezés koncepciójához vezetett. Ő alkotta meg a „tudásmunkás” fogalmát és a kétkezi munkásoktól való megkülönböztetését, valamint azt, hogy a tudásmenedzsment hogyan válik egy szervezet folyamatainak részévé.

### Egyéb meghatározások
Davenport (1993)  a következőképpen definiálja az (üzleti) folyamatot:

„
tevékenységek strukturált, kimért halmaza, amelyek célja egy adott ügyfél vagy piac számára egy adott kimenet előállítása. Ez azt jelenti, hogy nagy hangsúlyt fektet arra, hogy hogyan történik a munka egy szervezeten belül, ellentétben a termékközpontúságnak a hangsúlyával. A folyamat tehát a munkatevékenységek időben és térben történő konkrét elrendezése, kezdetével és végével, valamint világosan meghatározott bemenetekkel és kimenetekkel: a cselekvés struktúrája…A folyamatszemléletű megközelítés magában foglalja az ügyfél nézőpontjának elfogadását. A folyamatok azok a struktúrák, amelyek segítségével egy szervezet megteszi azt, ami ahhoz szükséges, hogy értéket termeljen az ügyfelei számára.
”

Ez a meghatározás tartalmaz bizonyos jellemzőket, amelyekkel egy folyamatnak rendelkeznie kell. Ezeket a jellemzőket úgy érhetjük el, hogy a folyamat üzleti logikájára (a munka elvégzésének módjára) összpontosítunk a termék szemszögéből (a munka elvégzése). Davenport folyamatdefinícióját követve megállapíthatjuk, hogy a folyamatnak világosan meghatározott határokkal, bemenettel és kimenettel kell rendelkeznie, kisebb részekből és tevékenységekből kell állnia, amelyek időben és térben rendezettek, a folyamat eredményének kell lennie egy címzettnek - a vevőnek -, és a folyamaton belül végbemenő átalakulásnak hozzáadott értéket kell teremtenie a vevő számára..
Hammer és Champy (1993)  definíciója Davenport-féle meghatározás  részhalmazának tekinthető.Ők a következőképpen határozzák meg a folyamatot:

„
olyan tevékenységek összessége, amelyek egy vagy többféle inputot vesznek fel, és olyan outputot hoznak létre, amely az ügyfél számára értéket képvisel.
”

Mint láthatjuk, Hammer és Champy felfogása inkább az átalakulás irányába mutat, és kevesebb hangsúlyt fektet a strukturális komponensre - a folyamat határaira és a tevékenységek időben és térben való sorrendjére.
Rummler és Brache (1995)  olyan meghatározást használnak, amely egyértelműen magában foglalja a szervezet külső ügyfeleire való összpontosítást, amikor azt állítják, hog

„
az üzleti folyamat olyan lépések sorozata, amelyek célja egy termék vagy szolgáltatás előállítása. A legtöbb folyamat (...) funkciókon átívelő, és a szervezeti diagramon a dobozok közötti "fehér foltot" foglalja magában. Egyes folyamatok eredményeként olyan termék vagy szolgáltatás jön létre, amelyet a szervezet külső ügyfelei kapnak meg. Ezeket elsődleges folyamatoknak nevezzük. Más folyamatok olyan termékeket állítanak elő, amelyek a külső ügyfél számára láthatatlanok, de az üzlet hatékony irányításához elengedhetetlenek. Ezeket támogató folyamatoknak nevezzük.
”

A fenti meghatározás a folyamatok két típusát különbözteti meg, az elsődleges és a támogató folyamatokat, attól függően, hogy egy folyamat közvetlenül részt vesz-e az ügyfélérték létrehozásában, vagy a szervezet belső tevékenységeivel foglalkozik. Ebben az értelemben Rummler és Brache definíciója követi Porter értéklánc- modelljét, amely szintén az elsődleges és másodlagos tevékenységek felosztására épül. Rummler és Brache szerint a sikeres folyamatalapú szervezet jellemzője, hogy a vevőorientált elsődleges folyamatokban létrejövő elsődleges értékáramlásban nincsenek másodlagos tevékenységek. A folyamatoknak a szervezeti diagramon a fehér foltot átívelő jellegzetessége azt jelzi, hogy a folyamatok valamilyen szervezeti struktúrába ágyazódnak. Emellett egy folyamat lehet keresztfunkcionális is, azaz több üzleti funkcióra terjed ki.
Johansson et al. (1993).  a folyamatot a következőképpen határozzák meg:

„
összekapcsolt tevékenységek összessége, amelyek egy bemenetet vesznek, és átalakítják azt, hogy kimenetet hozzanak létre. Ideális esetben a folyamat során végbemenő átalakításnak hozzáadott értéket kell teremtenie a bemenethez, és olyan kimenetet kell létrehoznia, amely hasznosabb és hatékonyabb a címzett számára, akár az upstream, akár a downstream szinteken.
”

Ez a meghatározás hangsúlyozza a tevékenységek közötti kapcsolatok kialakulását és a folyamaton belül végbemenő átalakulást is. Johansson et al. az értéklánc upstream részét is bevonja a folyamat kimenetének lehetséges címzettjeként. A fenti négy meghatározást összegezve összeállíthatjuk az üzleti folyamatok jellemzőinek következő listáját:
1. Meghatározhatóság: Világosan meghatározott határokkal, bemenettel és kimenettel kell rendelkeznie.
2. Sorrend: A tevékenységeknek időben és térben elfoglalt helyük szerint kell rendezettek lenniük (szekvencia).
3. Ügyfél: A folyamat eredményének kell lennie egy címzettnek, egy ügyfélnek.
4. Értékteremtés: A folyamaton belül végbemenő átalakításnak hozzáadott értéket kell teremtenie a befogadó számára, akár az upstream, akár a downstream szinteken.
5. Beágyazottság: A folyamat nem létezhet önmagában, be kell ágyazódnia egy szervezeti struktúrába.
6. Keresztfunkcionalitás: A folyamat rendszeresen több funkciót is felölelhet, de nem feltétlenül kell, hogy felöleljen.

Gyakran azonosítani egy folyamat tulajdonosát (azaz a folyamat folyamatos fejlesztéséért felelős személy) előfeltételnek tekintik. Néha a folyamat tulajdonosa ugyanaz a személy, aki a folyamatot végzi.

## Kapcsolódó fogalmak

### Munkafolyamat
A munkafolyamat az információk, anyagok és feladatok eljárási mozgása egyik résztvevőtől a másikhoz. A munkafolyamat magában foglalja az üzleti folyamat minden egyes lépésében részt vevő eljárásokat, embereket és eszközöket. Egy munkafolyamat lehet szekvenciális, amikor minden egyes lépés az előző befejezésétől függ, vagy párhuzamos, amikor több lépés egyszerre történik. Az egyes munkafolyamatok több kombinációja összekapcsolható, hogy egy átfogó folyamatot hozzon létre.

### Üzleti folyamatok újratervezése (átalakítása)
Az üzleti folyamatok újratervezését (BPR) eredetileg Hammer és Davenport fogalmazták meg a szervezeti hatékonyság és termelékenység javításának eszközeként. Ez magában foglalhatja az "üres lapról" való indulást és a főbb üzleti folyamatok teljes újrateremtését, vagy magában foglalhatja a "jelenlegi" és a "jövőbeni" folyamat összehasonlítását és a változás útjának feltérképezését az egyiktől a másikig.  A BPR gyakran magában foglalja az információs technológia alkalmazását a jelentős teljesítményjavulás biztosítása érdekében. A kifejezés sajnos az 1990-es évek közepén a vállalati "leépítésekkel" társult.

### Üzleti folyamatmenedzsment (BPM)
Bár a kifejezést kontextusban vegyes hatással használták, az „üzleti folyamatmenedzsment” (BPM) általánosságban olyan tudományágként határozható meg, amely az üzleti tevékenységek sokféle áramlásának kombinációját foglalja magában (pl. üzleti folyamatok automatizálása, modellezése és optimalizálása), és amely a vállalat céljainak támogatására törekszik több határon belül és kívül, sok ember bevonásával, az alkalmazottaktól az ügyfelekig és a külső partnerekig. A BPM vállalati támogatásának fontos része a meglévő folyamatok folyamatos értékelése és a javítás módjainak azonosítása, ami az általános szervezeti javulás ciklusát eredményezi.

### Tudásmenedzsment
A tudásmenedzsment azon tudás meghatározása, amelyet az alkalmazottak és a rendszerek a feladataik ellátásához használnak, valamint annak mások számára is hozzáférhető formában történő fenntartása. Duhon és a Gartner Group meghatározása szerint "olyan tudományág, amely integrált megközelítést támogat a vállalat összes információs eszközének azonosítására, rögzítésére, értékelésére, visszakeresésére és megosztására. Ezek az eszközök magukban foglalhatják az adatbázisokat, dokumentumokat, irányelveket, eljárásokat, valamint az egyes munkavállalók korábban nem rögzített szakértelmét és tapasztalatát". Ügyfélszolgálat Az ügyfélszolgálat a hatékony üzleti üzleti terv kulcsfontosságú eleme. Az ügyfélszolgálat a 21. században folyamatosan fejlődik, és fontos, hogy együtt növekedjen az ügyfélkörrel. Nemcsak a közösségi médiajelenlét számít, hanem a világos kommunikáció, az elvárások egyértelmű megfogalmazása, a gyorsaság és a pontosság is. Ha egy vállalkozás által nyújtott ügyfélszolgálat nem hatékony, az károsan hathat az üzleti sikerre.

### Teljes körű minőségirányítás
A teljes körű minőségirányítás (TQM) az 1980-as évek elején jelent meg, amikor a szervezetek termékeik és szolgáltatásaik minőségének javítására törekedtek. Ezt követte a Six Sigma módszertan az 1980-as évek közepén, amelyet először a Motorola vezetett be. A Six Sigma statisztikai módszerekből áll, amelyek célja az üzleti folyamatok javítása, és ezáltal a kimenetek hibáinak csökkentése. A minőségirányítás "lean megközelítését" a Toyota Motor Company vezette be az 1990-es években, és a vevői igényekre és a pazarlás csökkentésére összpontosított.

### Erős márkajelenlét létrehozása a közösségi média segítségével
Az erős márkajelenlét kialakítása a közösségi médián keresztül fontos eleme a sikeres vállalkozás működtetésének. A vállalatok a közösségi médián keresztül marketingelhetnek, fogyasztói ismereteket szerezhetnek és hirdethetnek. "A Salesforce felmérése szerint a fogyasztók 85%-a végez kutatást, mielőtt online vásárolna, és a kutatásra leggyakrabban használt csatornák közé tartoznak a következők: a weboldalak (74%) és a közösségi média (38%). Következésképpen a vállalkozásoknak hatékony online stratégiára van szükségük a márkaismertség növeléséhez és a növekedéshez." (Paun, 2020) Az ügyfelek a közösségi médián keresztül vesznek részt és lépnek kapcsolatba egymással, és azok a vállalkozások, amelyek hatékonyan részt vesznek a közösségi médiában, sikeresebb vállalkozásokat vezetnek. A leggyakrabban használt közösségi médiaoldalak, amelyeket az üzleti életben használnak, a Facebook, az Instagram és a Twitter. A legerősebb márkaismertséggel és fogyasztói elkötelezettséggel rendelkező vállalkozások mindezeken a platformokon közösségi jelenlétet építenek ki.
Források: Paun, Goran (2020). Egy márka építése: Miért számít egy erős digitális jelenlét? Forbes. Forrás:

### Az információtechnológia, mint az üzleti folyamatok irányításának elősegítője
Az információs technológia fejlődése az évek során megváltoztatta az üzleti folyamatokat az üzleti vállalkozásokon belül és az üzleti vállalkozások között. Az 1960-as években az operációs rendszerek korlátozott funkcionalitással rendelkeztek, és a használt munkafolyamat-kezelő rendszereket az adott szervezetre szabták. Az 1970-es és 1980-as években az adattárolási és adatlekérdezési technológiák fejlődésével az adatvezérelt megközelítések fejlődtek. A folyamatmodellezés helyett az adatmodellezés volt a kiindulópontja az információs rendszer kiépítésének. Az üzleti folyamatoknak alkalmazkodniuk kellett az információs technológiához, mert a folyamatmodellezést elhanyagolták. A folyamatközpontú irányítás felé történő elmozdulás az 1990-es években következett be. A munkafolyamat-kezelési komponenseket tartalmazó vállalati erőforrás-tervezési szoftverek, mint például az SAP, a Baan, a PeopleSoft, az Oracle és a JD Edwards, valamint később az üzleti folyamatok irányítási rendszerei (BPMS) jelentek meg.
Az e-business világa szükségessé tette az üzleti folyamatok automatizálását a szervezeteken belül, ami viszont felvetette a szabványosított protokollok és az iparágban érthető webszolgáltatás-összetételi nyelvek iránti igényt. Az üzleti folyamatmodellezési jelölésrendszer (BPMN) és az üzleti motivációs modell (BMM) az üzleti modellezés széles körben használt szabványai. Az Üzleti modellezés és integrációs tartományi munkacsoport (Business Modeling and Integration Domain Task Force, BMI DTF) egy olyan konzorcium, amelyben gyártók és felhasználói vállalatok továbbra is együtt dolgoznak a szabványok és specifikációk kidolgozásán, hogy elősegítsék az emberek, rendszerek, folyamatok és információk együttműködését és integrációját a vállalatokon belül és a vállalatok között.
A BPM legújabb trendjeit az alábbiak befolyásolják: felhőalapú technológia megjelenése, a közösségi média és a mobiltechnológia szerepének növekedése, valamint az elemzési technikák fejlődése. A felhőalapú technológiák lehetővé teszik a vállalatok számára, hogy gyorsan és igény szerint vásároljanak erőforrásokat, függetlenül azok helyétől. A közösségi média, a weboldalak és az okostelefonok a legújabb csatornák, amelyeken keresztül a szervezetek elérik és támogatják ügyfeleiket. Az ezeken a csatornákon, valamint a call center interakciókon, e-maileken, hanghívásokon és ügyfélfelméréseken keresztül gyűjtött ügyféladatok bősége az adatelemzés hatalmas növekedéséhez vezetett, amelyet  a teljesítménymenedzsmentben és a vállalat ügyfélkiszolgálási módjainak javításában használnak fel.

## A folyamatlánc jelentőséges
Az üzleti folyamatok egymás utáni alfolyamatok vagy feladatok halmazát tartalmazzák, amelyek adott esetben bizonyos feltételektől függően alternatív útvonalakat tartalmaznak, és amelyeket egy adott cél elérése vagy adott kimenetek előállítása érdekében hajtanak végre. Minden folyamathoz egy vagy több szükséges bemenet tartozik. A bemeneteket és kimeneteket más üzleti folyamatoktól kaphatják, vagy küldhetik más üzleti folyamatoknak más szervezeti egységek, illetve belső vagy külső érdekelt felek.
Az üzleti folyamatokat úgy tervezték, hogy egy vagy több üzleti funkcionális egység működtesse őket, és a folyamatlánc jelentőségét hangsúlyozzák,nem pedig az egyes egységekét.
Általánosságban elmondható, hogy egy üzleti folyamat különböző feladatai kétféleképpen hajthatók végre:
1. manuálisan
2. üzleti adatfeldolgozás rendszerek útján, például ERP rendszerek

Jellemzően egyes folyamatfeladatok manuálisak, míg mások számítógépes alapúak, és ezek a feladatok többféleképpen következhetnek egymás után. Más szóval, a folyamat során kezelt adatok és információk bármilyen sorrendben áthaladhatnak a kézi vagy számítógépes feladatokon.

## Irányelvek, folyamatok és eljárások
A fenti fejlesztési területek egyaránt vonatkoznak a politikákra, folyamatokra,, részletes eljárásokra (részfolyamatokra/feladatokra) és munkautasításokra. A magasabb szinten végrehajtott fejlesztések kaszkádszerűen hatnak az alacsonyabb szinten végrehajtott fejlesztésekre.
Például, ha egy adott irányelv egy jobb irányelvvel való felváltására vonatkozó ajánlás megfelelő indoklással készül, és azt az üzleti folyamatok tulajdonosai elvben elfogadják azt, akkor az ebből következő folyamatok és eljárások megfelelő módosításai természetesen követni fogják ezt az irányelvek végrehajtásának lehetővé tétele érdekében.

## A jelentéstétel, mint a végrehajtás elengedhetetlen alapja
Az üzleti folyamatoknak naprakész és pontos jelentéseket kell tartalmaznia a hatékony fellépés biztosítása érdekében. Erre példa a beszerzési megrendelés státuszjelentéseinek rendelkezésre állása a szállítói szállítás nyomon követése érdekében, ahogyan azt a fenti, hatékonyságról szóló szakaszban leírtuk. Erre számos példa van minden lehetséges üzleti folyamatban.
Egy másik példa a gyártásból az üzemi szinten előforduló selejtek elemzésének folyamata. Ennek a folyamatnak magában kell foglalnia a selejtek rendszeres időszakos elemzését okok szerint, és az eredményeket egy megfelelő információs jelentésben kell bemutatni, amely pontosan meghatározza a főbb okokat és tendenciákat, hogy a vezetőség a következő lépéseket megtehesse korrekciós intézkedések meghozatalára a selejtek ellenőrzésére és elfogadható határértékek között tartására. A sorban történő visszautasítások ilyen elemzési és összegzési folyamata egyértelműen jobb, mint az a folyamat, amely pusztán az egyes visszautasításokat vizsgálja, amikor azok előfordulnak.
Üzleti folyamatok tulajdonosainak és az operátoroknak fel kell ismerniük, hogy a folyamatok javítása gyakran a megfelelő tranzakciós, működési, kiemelt, kivételes vagy M.I.S. jelentések bevezetésével történik, feltéve, hogy ezeket tudatosan használják a napi vagy időszakos döntéshozatalhoz. Ezzel a megértéssel remélhetőleg együtt jár a hajlandóság arra, hogy időt és egyéb erőforrásokat fektessenek az üzleti folyamatok javításába a hasznos és releváns jelentési rendszerek bevezetésével.

## Támogató elméletek és fogalmak

### Irányítási kör
Az irányítási kör az a beosztottak száma, akiket a felettes irányít egy szervezeten belül. Az üzleti folyamat koncepció bevezetése jelentős hatással van a szervezet szerkezeti elemeire, és így az ellenőrzési körre is.
A nagy szervezeteket, amelyek nem piacszerűen szerveződnek, kisebb egységekre kell szervezni, vagy részlegekbe  - amelyek különböző elvek szerint határozhatók meg.

### Információkezelési koncepciók
Az információkezelés és a szervezet ehhez kapcsolódó infrastrukturális stratégiái az üzleti folyamatok koncepciójának elméleti sarokkövei, amelyekhez "az üzleti folyamatok informatikai támogatásának szintjét mérő keretrendszerre van szükség".

## Fordítás
Ez a szócikk részben vagy egészben  a   Business process című angol Wikipédia-szócikk ezen változatának fordításán alapul.  Az eredeti cikk szerkesztőit annak laptörténete sorolja fel. Ez a jelzés csupán a megfogalmazás eredetét és a szerzői jogokat jelzi, nem szolgál a cikkben szereplő információk forrásmegjelöléseként.

## További olvasmányok
- Paul's Harmon (2007). Business Process Change: 2nd Ed, A Guide for Business Managers and BPM and Six Sigma Professionals. Morgan Kaufmann
- E. Obeng and S. Crainer S (1993). Making Re-engineering Happen. Financial Times Prentice Hall
- Howard Smith and Peter Fingar (2003). Business Process Management. The Third Wave, MK Press
- Slack et al., edited by: David Barnes (2000) The Open University, Understanding Business: Processes
- Malakooti, B. (2013). Operations and Production Systems with Multiple Objectives. John Wiley & Sonsi.